# Чёрное пятно (I)
«Чёрное пятно (I)» — абстрактная картина русского художника Василия Кандинского, написанная в 1912 году и хранящаяся в Русском музее в Санкт-Петербурге, Россия.

## Анализ
В своём главном теоретическом труде «О духовном в искусстве» Кандинский сравнивал состояние пробуждающейся души со слабой мерцающей точкой света на огромном круге черноты: «Этот слабый свет является лишь чаянием для души, и увидеть его у души ещё не хватает смелости; она сомневается, не есть ли этот свет — сновидение, а круг черноты — действительность». Этот образ нашёл своё воплощение и в картине «Чёрное пятно (I)».
На этом полотне представлена динамичная игра цвета и формы, которая не имеет ничего общего с традиционным изображением реальных объектов. Различные формы и линии свободно перемещаются по холсту, переплетаясь друг с другом. Особую роль в композиции играет цвет: выделяется контрастное сочетание главного чёрного пятна с более яркими оттенками, которые его окружают.